# Efecto de flujo transversal
El efecto de flujo transversal es un efecto aerodinámico que se produce cuando un helicóptero se mueve horizontalmente , normalmente hacia delante, a través del aire lo que provoca que el disco del rotor gire hacia un lado.  También se conoce como «giro transversal» o «giro de entrada».: 2–28 

## Efectos
El efecto de flujo transversal no se experimenta cuando se está en vuelo estacionario, porque el aire por encima del disco del rotor es empujado hacia abajo desde arriba (lo que se conoce como flujo inducido o turbulencia descendente), y se distribuye por igual alrededor del disco del rotor. El aire desciende desde arriba, lo que tiene el efecto de reducir el ángulo de ataque.
Sin embargo, cuando el helicóptero comienza a moverse en aire sin perturbaciones, una parte del disco se encuentra en aire limpio y sin aceleración, mientras que la parte restante del disco del rotor sigue trabajando con aire descendente. Por lo tanto, la parte del disco que trabaja en aire limpio ve un ángulo de ataque mayor que la parte del disco que trabaja en aire descendente.  El resultado es que la parte en aire limpio desarrolla más sustentación.

## Soluciones
El disco gira hacia un lado, en lugar de inclinarse hacia atrás como cabría esperar, debido al desfase. El desfase es una propiedad de todos los sistemas giratorios sobre los que actúa una fuerza periódica, que hace que la sustentación adicional se vea hasta 90 grados más tarde en la rotación del rotor. En los sistemas articulados en el eje de rotación, como un cabezal de rotor semirrígido, el desfase es de 90 grados. En los sistemas articulados a cierta distancia del eje de rotación, como un cabezal de rotor articulado, el desfase es inferior a 90 grados. En el vuelo hacia delante, el piloto experimentará un balanceo hacia la derecha o hacia la izquierda, dependiendo de si el rotor del helicóptero gira en sentido antihorario o horario, respectivamente. Algunas fuentes atribuyen el giro a la precesión giroscópica, sin embargo, esto no es correcto: la precesión giroscópica siempre da lugar a un desplazamiento de 90 grados, mientras que el desfase puede ser inferior a 90 grados.: 2–28  La precesión giroscópica solo se aplica a sistemas rígidos, pero los rotores de los helicópteros no son rígidos, ya que están diseñados para flap hacia arriba y hacia abajo.

## Otras situaciones
Si un helicóptero experimenta un viento cruzado, el efecto del flujo transversal provocará una inclinación hacia arriba o hacia abajo en lugar de un balanceo.
A velocidades más altas, una mayor parte del disco del rotor estará en aire limpio y la diferencia de sustentación disminuirá, sin embargo, se experimentará en cierta medida el efecto del flujo transversal en toda la envolvente de vuelo.: 2–28  En un helicóptero típico de rotor único, el efecto es mayor justo antes de la elevación traslacional efectiva (ETL).: 2–28 
La diferencia de sustentación entre la parte delantera y trasera del disco del rotor también provoca una diferencia en la resistencia, lo que da lugar a una vibración de entre 10 y 20 nudos aproximadamente. Sin embargo, algunas fuentes atribuyen esto a la ETL en lugar de al flujo transversal.: 2–28 